# Меморіал Лінкольна

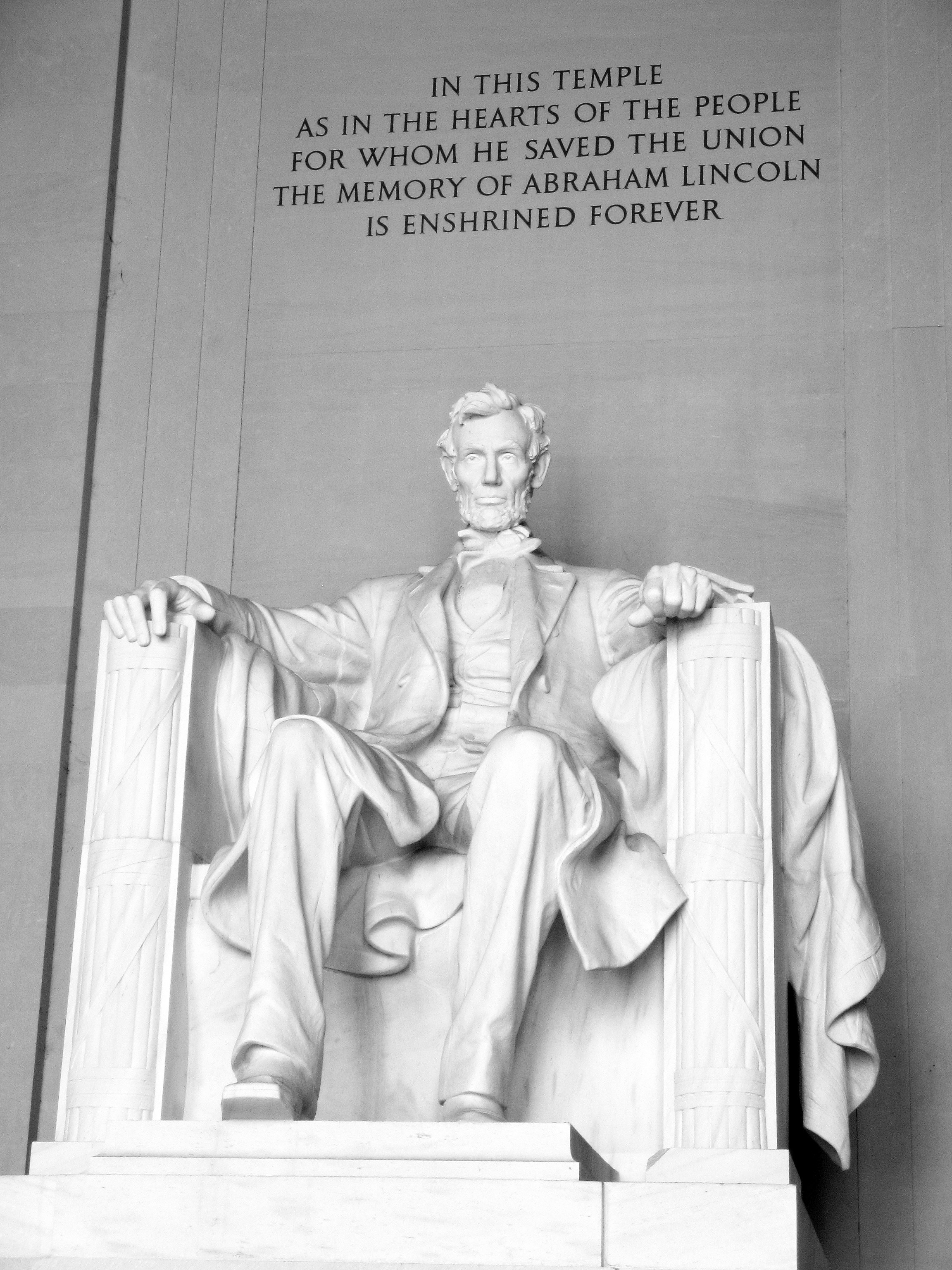
Статуя Лінкольна

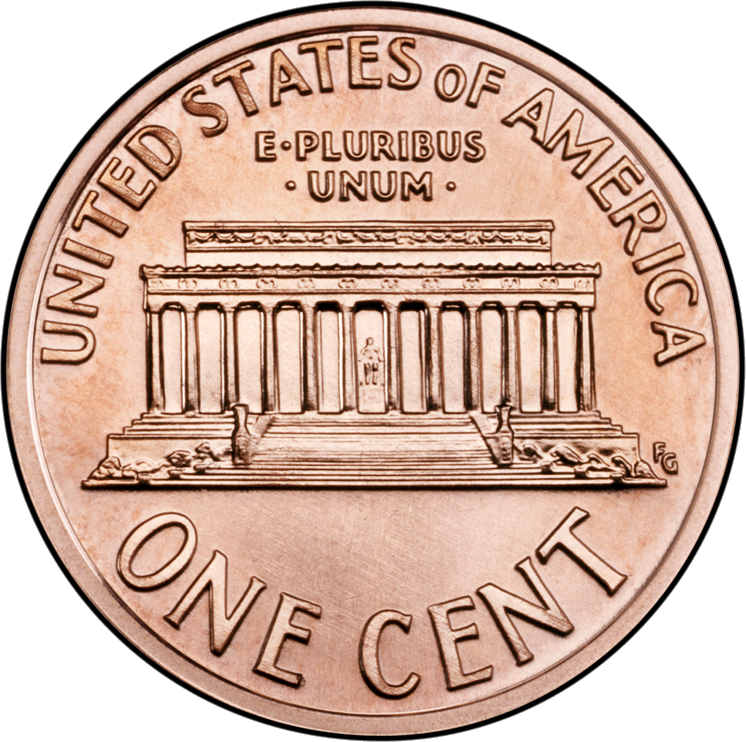
Реверс 1-центової монети (1959—2008)

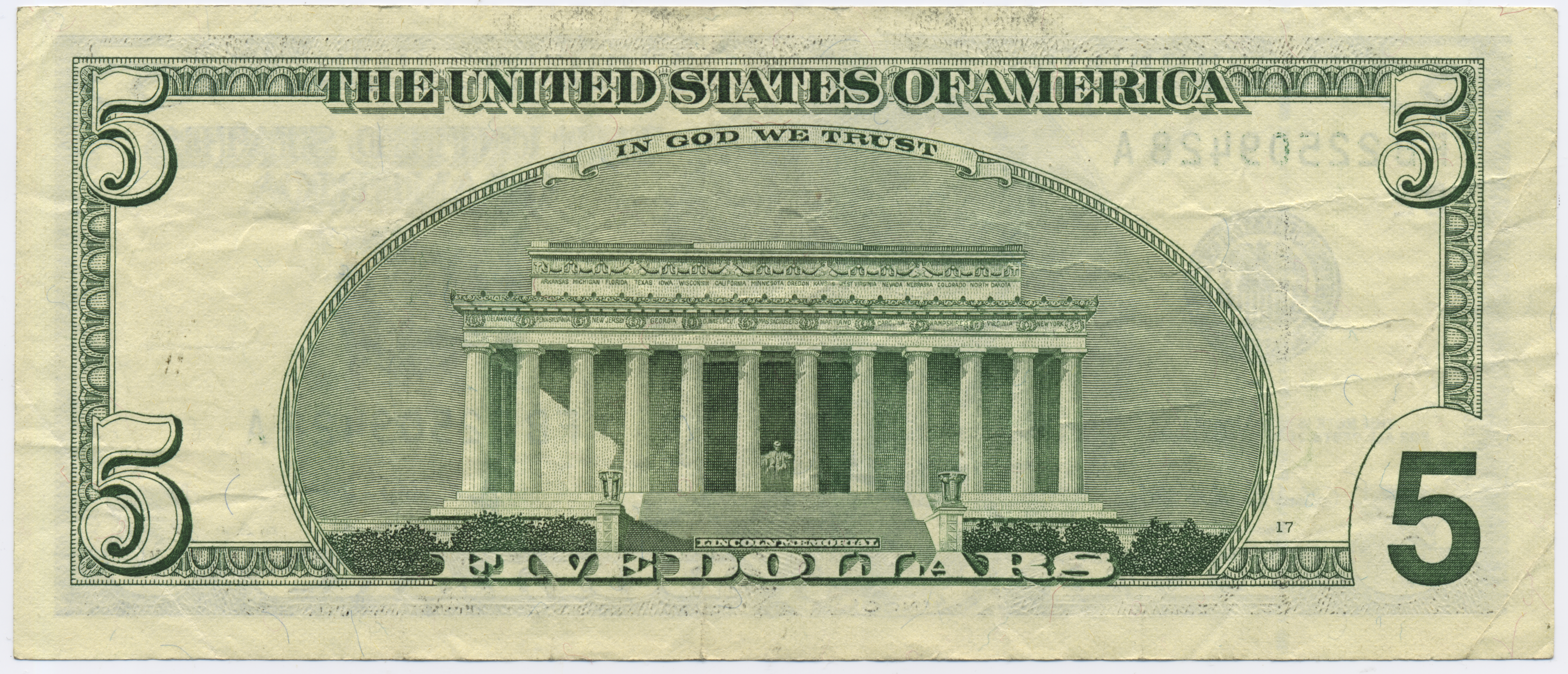
Зворотна сторона 5$-Банкноти

Меморіал Лінкольна розташований на Еспланаді в центрі Вашингтона. Він був побудований на честь шістнадцятого президента США Авраама Лінкольна. Його президентство припало на роки Громадянської війни (1861—1865). Проєкт розроблений архітектором Генрі Беконом. Меморіал, що зводився у 1914—1922 роках, символізує віру Лінкольна в те, що всі люди повинні бути вільні.
Композиційно будівля символізує Союз. По його периметру проходять 36 доричних колон — саме стільки штатів об'єдналося до моменту смерті Лінкольна. Назви 48 штатів (а саме стільки їх було до 1922 року — моменту завершення будівництва меморіалу) вибиті уздовж зовнішньої стіни будинку. Табличка з назвою двох останніх штатів що приєдналися- Аляски і Гаваїв — знаходиться на підходах до меморіалу.
У приміщенні меморіалу знаходиться статуя Лінкольна: президент сидить звернений обличчям до меморіалу Вашингтона і Капітолія. Статуя Лінкольна 19 футів (5.79 м) заввишки і важить 175 тон. У приміщенні також знаходяться дві величезні кам'яні плити: на одній вигравіруваний текст другого інавгураційного звернення Лінкольна, а на іншій — його Геттісберзька промова.
Над головою статуї на табличці написаний текст:

IN THIS TEMPLE
AS IN THE HEARTS OF THE PEOPLE

FOR WHOM HE SAVED THE UNION

THE MEMORY OF ABRAHAM LINCOLN

IS ENSHRINED FOREVER

(Пам'ять про Авраама Лінкольна навіки зберігається у цьому храмі, як і в серцях людей, для яких він врятував союз)
Два настінні розписи алегорично представляють принципи свободи, справедливості, єднання, братерства і добродійності.